# Barbara Zientarska
Barbara Janina Zientarska, ps. Kaśka (ur. 5 marca 1942 w Zakopanem, zm. 28 czerwca 2017 w Krakowie) – polska inżynier, działaczka opozycji demokratycznej w okresie PRL, redaktorka czasopism tzw. drugiego obiegu.

## Życiorys
Córka Eugeniusza i Marii. W 1971 ukończyła studia na Politechnice Krakowskiej. We wrześniu 1980 została członkiem NSZZ „Solidarność”. W okresie stanu wojennego ukrywała Wojciecha Marchewczyka. W latach 1982–1983 była członkiem redakcji „Obserwatora Wojennego”, w 1984 uczestniczyła w zakładaniu czasopisma „Bez dekretu”. Redagowała czasopismo „Hutnik”. W jej domu znajdowała się drukarnia, w której powstawały druki bezdebitowe. Aresztowana przez Służbę Bezpieczeństwa.
W 2012 prezydent Bronisław Komorowski odznaczył ją Krzyżem Oficerskim Orderu Odrodzenia Polski. Wyróżniono ją także medalem "Za zasługi dla małopolskiej Solidarności" (2007), Medalem „Niezłomnym w słowie” (2010) oraz medalem "Dziękujemy za wolność" (2014).
4 lipca 2017 została pochowana na cmentarzu Rakowickim w Krakowie.